# 車両感応式信号機
車両感応式信号機（しゃりょうかんのうしきしんごうき）とは、信号機において、道路の頭上または電柱に取り付けられたセンサー（感知器）が自動車の停止を感知し、一定時間後に自動車信号とそれに付随する歩行者信号を青にする信号処理方法である。

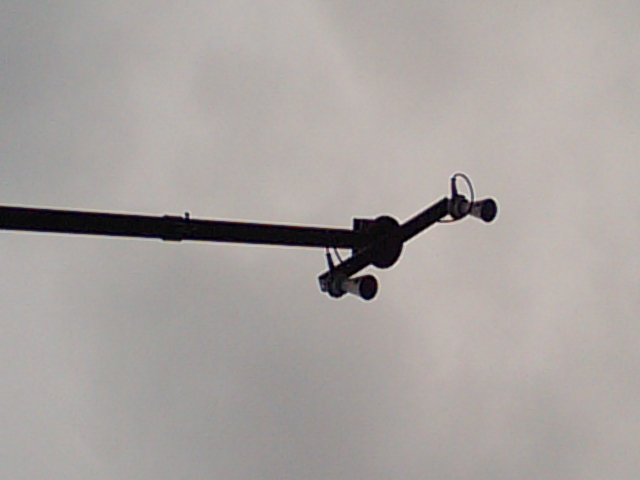
四輪車用車両感知器（複式）
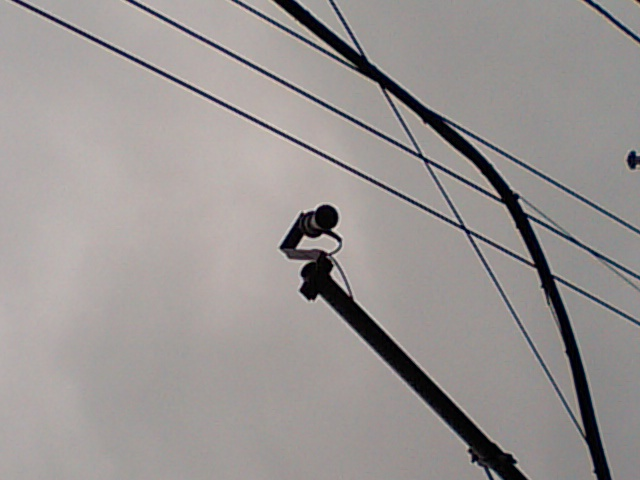
四輪車用車両感知器（単式）
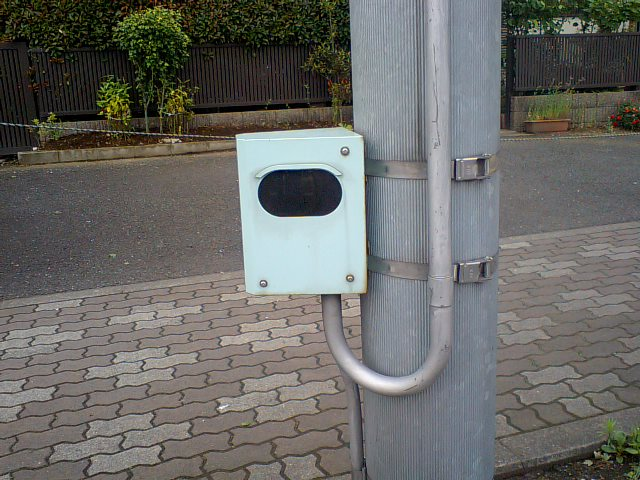
二輪車用車両感知器
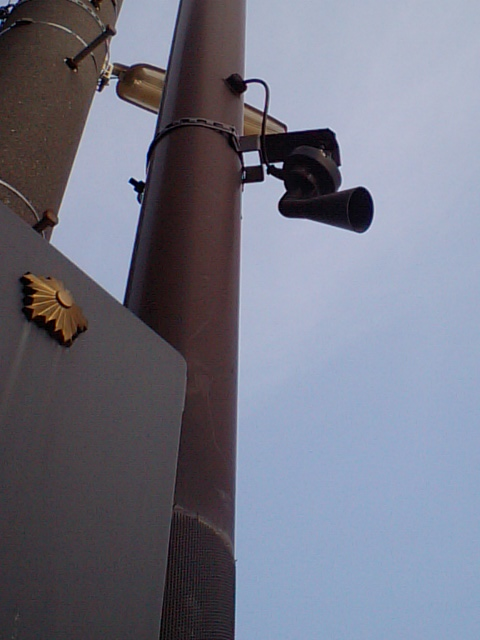
二輪四輪併用車両感知器
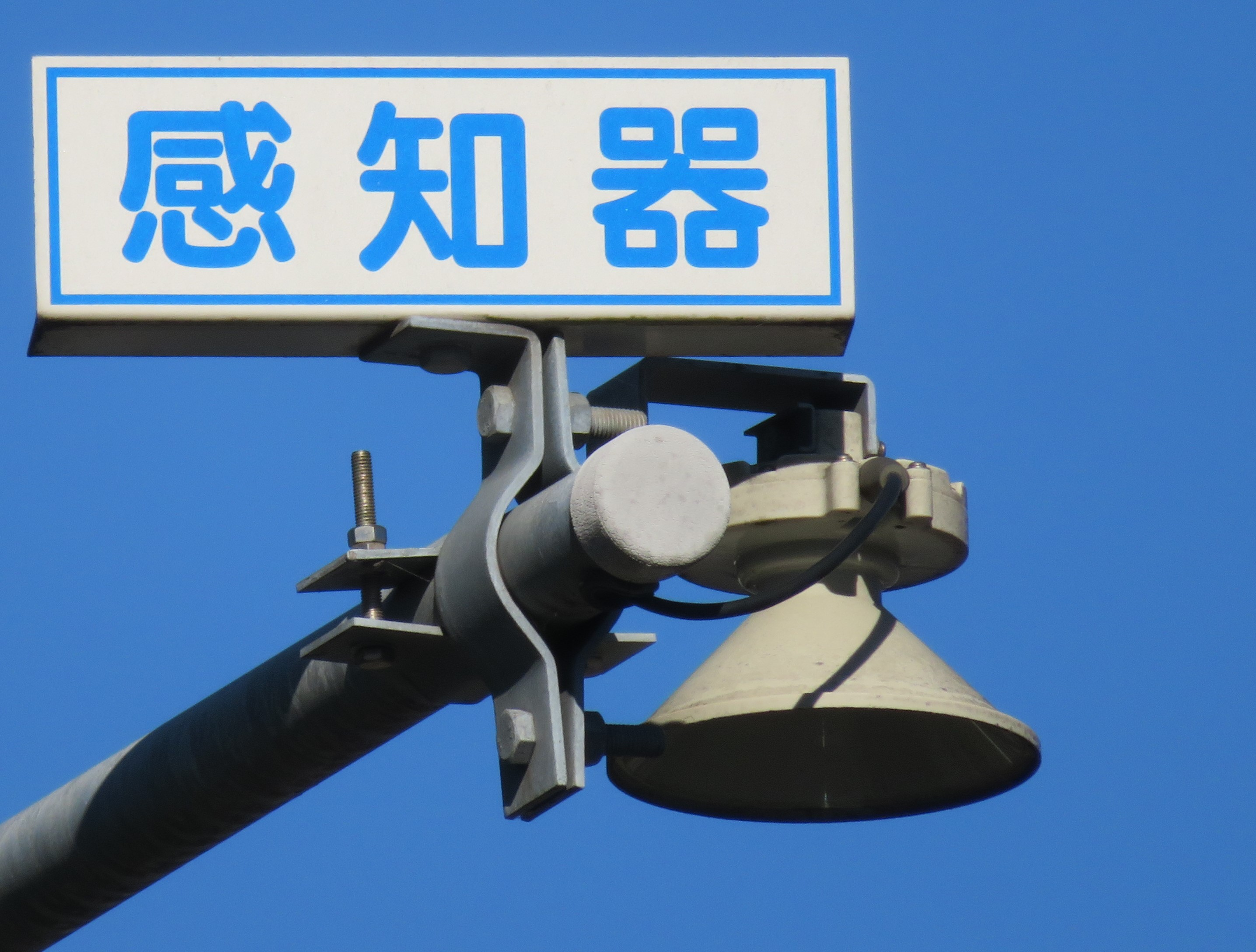
車両感知器と表示板

## 日本

### 解説
幹線道路を横断する交差点、丁字路の垂直部分、高速道路のインターチェンジ、有料道路の出入口など、交通量の格差が大きい交差点を中心に設置されていることが多い。交通量の多い道路を基本的に青表示とし、交通量の少ない道路は車両が存在する場合にのみ青表示にすることで、交通量の多い道路の進行をできる限り妨げないようにする効果がある。感応式信号機・感知式信号機とも呼ぶ。
昭和38年3月に東京と横浜で設置されて以来、全国で設置されるようになった。

### 分類
- 全感応式信号機
主道路・従道路の両方に車両感知器を設置し、交通量に応じて青時間を変化させる。
- 半感応式信号機
従道路のみに車両感知器を設置し、従道路に車両があった場合に限って従道路側に青時間を設定（主道路側の赤時間が設定される）する。
通常は歩行者の横断の用に供するために、押しボタン式で歩行者用信号機を併設する。
二輪車は、通常の車両感知器では感知漏れがあるため、二輪車用の押しボタンが併設されていることが多い。
二輪車用感知器や、歩行者用感知器が設置されることもある。

### 付加設備
円滑な交通を目的とした設備の為、設置場所により様々な付加設備を持つ。
- センサーが反応しなかった場合や、歩行者・自転車・自動二輪車などがこの信号機を横断する場合に備え押しボタン式と併用しているものがある。
- センサーが感応したことをドライバーに知らせる目的で“感知中”の表示機が併設されるものがある。
- 一定時間経つと車両も歩行者もいないのに信号が自動的に変わるものがある。
- 設置場所により終日動作するものや、特定の時間帯のみ動作するものがある。後者の場合、交通量の少ない夜間のみに動作する夜間車両感応式信号機を採用するところが多い。

### 各都道府県での運用
感知式は基本的に夜間のみ運用されており日中時間帯は通常サイクルである事が多い。
愛知県では、停止位置のずれでセンサーが反応しなかった車やセンサーの故障などで信号が青にならないときのために、押しボタン箱に「信号が変わらない場合はボタンを押してください」と表記されている。センサーの故障などや停止位置のずれ等がない限り、大体センサーは車に反応するので、上記の表記がある押しボタン箱は珍しい。なお人、軽車両でもセンサーの真下にいればセンサーが反応する。また数は少ないながらも、二輪車用感知器や二輪四輪併用車両感知器もある。
京都府では、かつては元々表示板が設置されていなかったが近年は、新しい交差点や信号機の更新から順に設置され始めている。車両が停止線に止まると「感知中」の表示が点滅する。
大阪府では、「（夜間）車両感応式」および「感応・押しボタン式」の表示板が設置されている。兵庫県では、「感知式」の表示が多いが20年程経過している表示板が多いために順次交換されつつある。また、変則配列（赤・赤および黄・黄・赤）を使用している交差点もある。奈良県では、「押ボタン信号」の表示板を設置していたが、現在は「感応式信号」に交換されている。
高知県では、車両が停止線で止まっている間に「感知中」・「おまちください」の表示が点灯する。大阪府や岡山県でもあるが、兵庫県・徳島県ではその表示を出す信号機はない。
岐阜県では、2010年代に入ってから車両感応式信号機や押ボタン式信号機が減少傾向であり、通常の信号サイクルに変更された交差点が増加傾向である。また、2017年以降は通常のサイクルに変更するだけで無く、交通量が少なく信号機の必要性が低下している交差点を中心に信号機の撤去、或いは幹線閃光方式(歩行者信号機は消灯し、実質信号機のない交差点と同様)に切り替わりつつある。
【感応式信号機に表示板がない都道府県】
北海道、栃木県、埼玉県、東京都、神奈川県、新潟県、富山県、石川県、長野県、岐阜県、三重県、長崎県、熊本県、沖縄県

## 関連リンク
- 押しボタン式信号機